# Michail Sjtalenkov
Michail Aleksejevitsj Sjtalenkov (Russisch: Михаил Алексеевич Шталенков, Moskou, 20 oktober 1965) is een Russisch ijshockeyer. Hij kwam na het uitvallen van de Sovjet-Unie uit voor de Russische ploeg. Sjtalenkov zijn positie was doelman
Sjtalenkov won tijdens de Olympische Winterspelen 1992 de gouden medaille met het gezamenlijk team. Met de Russische ploeg won Sjtalenkov in Olympische Winterspelen 1998 olympisch zilver. Sjtalenkov kwam uit voor meerdere NHL-teams.